# Tilde Uzquiano
Matilde Uzquiano (Mar del Plata-Mar del Plata, 18 de diciembre de 2012), más conocida como Tilde Uzquiano, fue una locutora argentina.
Desempeñó toda su carrera en Mar del Plata, conocida por mantener en el aire un programa durante 35 años, Senza Confini.

## Trayectoria
Su primer programa fue en LU6 Emisora Atlántica Club de Niños Norma y Susana, además en esa radio se incorporó en diciembre e 1974 a Senza Confini un programa dedicado a la comunidad italiana que tenía ya 14 años en el aire y ella lo condujo otros 35 años realizando un ciclo con el mismo nombre por televisión.